# Хвойні ліси Цюнлайшаню та Міньшаню
Хвойні ліси Цюнлайшаню та Міньшаню (ідентифікатор WWF: PA0518) — палеарктичний екорегіон хвойних лісів помірної зони, розташований в горах Гендуаншань на південному заході Китаю.

Водоспад Нуоріланг (водоспад) (заповідник Цзючжайгоу)

## Географія
Екорегіон хвойних лісів Цюнлайшаню та Міньшаню охоплює низку гірських хребтів, зокрема Міньшань, Цюнлайшань, Дасюешань, Емейшань та Даляньшань, що простягаються на 600 км з півночі на південь, від півдня провінції Ганьсу через центральну частину Сичуаню до крайньої півночі провінції Юньнань. Ці гори є частиною гір Гендуаншань, що відділяють регіон Амдо, розташований на сході Тибетського нагір'я, від міжгірської Сичуанської западини. За висотою та стрімкістю їх можна порівняти з Каракорумом та Східними Гімалаями, іншими горами, розташованими на краю Тибетського нагір'я. Багато гір екорегіону досягають висоти понад 4000 м над рівнем моря, а найвищою вершиною регіону є гора Гунгашань висотою 7556 м. Вона є настільки стрімкою, що льодовики, розташовані на східній стороні цієї гори, опускаються значно нижче лінії дерев, перш ніж остаточно тануть. З гір регіону стікають численні річки, найбільшими з яких є Міньцзян та його найбільша притока Дадухе. Долини річок регіону формують глибокі ущелини, розташовані на висоті 1000-2000 м над рівнем моря. На півночі та заході екорегіон переходить у чагарники та луки Південно-Східного Тибету, на сході — у вічнозелені широколистяні ліси Сичуанського басейну, а на півдні — у субтропічні вічнозелені ліси Юньнанського плато.

## Флора
Основними рослинними угрупованнями екорегіону є хвойні ліси, видовий склад яких залежить від висоти та від кількості опадів. В більш сухих низьких долинах поширені соснові ліси. В горах на півночі регіону переважають китайські червоні сосни (Pinus tabuliformis), а на півдні — білі китайські сосни (Pinus armandii). Ялинові ліси поширені на більшій висоті, ніж соснові. На півдні екорегіону в ялинових лісах переважають ліцзянські ялини (Picea likiangensis), а на півночі — китайські ялини (Picea brachytyla), пурпурові ялини (Picea purpurea) та ялини Вільсона (Picea wilsonii). Також на висоті понад 3000 м над рівнем моря поширені ялиці Делавея (Abies delavayi) та китайські модрини (Larix potaninii). В пізньосукцесійних лісах переважають змішані ялицево-ялинові деревостани, хоча конкретні види змінюються від одного місця до іншого. На найбільших висотах, особливо на скелястих схилах з добре дренованими основними (вапняковими) ґрунтами поширені ялівцеві ліси, де переважають китайські яловці (Juniperus chinensis) та сичуанські яловці (Juniperus saltuaria). Важливим компонентом хвойних лісів у деяких районах виступають китайські тсуґи (Tsuga chinensis).
Загалом розподіл різних хвойних порід в лісах екорегіону є подібний до того, що спостерігається в субальпійських хвойних лісах Гендуаншаню, поширених на південний захід від регіону, за винятком того, що висотні зони в цьому екорегіоні зміщені на більш низьку висоту через різницю в широті. Існують також деякі важливі кліматичні відмінності, які полягають у більшій кількості зимових опадів та у меншому впливі літніх мусонів.
Незважаючи на те, що ліси екорегіону класифікуються як хвойні, в них також ростуть деякі листопадні широколистяні дерева, які можуть утворювати нижній намет, над яким височіють хвойні дерева. У деяких місцевостях широколистяних дерев може рости навіть більше, ніж хвойних. Серед цих дерев слід відзначити різні види кленів (Acer spp.), беріз (Betula spp.), горобини (Sorbus spp.), калини (Viburnum spp.), вовчого лика (Daphne spp.) та муссенди (Mussaenda spp.). Також в лісах регіону поширені невисокі або середньовисокі бамбукові зарості.
На лісових галявинах та на інших відкритих ділянках часто зустрічаються густі чагарникові зарості, де переважають різноманітні вічнозелені рододендрони (Rhododendron spp.) та деякі листяні чагарники, такі як шипшина (Rosa spp.) або барбарис (Berberis spp.). У високогір'ях на висоті понад 4000 м над рівнем моря поширена альпійська рослинність, яка екологічно та флористично подібна до чагарників і луків Південно-Східного Тибету.
В сухих долинах Міньцзяну та його приток на висоті від 1500 до 2500 м над рівнем моря рослинний покрив представлений рідкісними карликовими чагарниками, розкиданими по голій землі. Ці кущі, як правило, густо розгалужені, ароматичні, і мають дуже дрібне листя та шипи — адаптації, типові для посушливих умов. Серед поширених в регіоні чагарників слід відзначити вейманієлисту фісташку (Pistacia weinmannifolia). Також в цих напівпустельних долинах поширені солодкі акації (Vachellia farnesiana) та одноколючкові опунції (Opuntia monacantha), інтродуковані з Нового Світу.

## Фауна
Серед рідкісних ссавців, поширених в екорегіоні, слід відзначити сичуанського такіна (Budorcas taxicolor tibetana), гімалайського серау (Capricornis sumatraensis), китайського горала (Naemorhedus griseus), рудочереву кабаргу (Moschus chrysogaster), індійського замбара (Rusa unicolor), чубатого оленя (Elaphodus cephalophus), тибетського макаку (Macaca thibetana), золотого рінопітека (Rhinopithecus roxellana) та китайського землерийкокрота (Uropsilus soricipes). Серед хижих ссавців, поширених в регіоні, слід відзначити гімалайського ведмедя (Ursus thibetanus), гірського куона (Cuon alpinus), вовка (Canis lupus), леопарда (Panthera pardus), снігового барса (Panthera uncia), тибетську рись (Lynx lynx isabellinus), бенгальського кота (Prionailurus bengalensis), золотисту котопуму (Catopuma temminckii) та дуже рідкісну димчасту пантеру (Neofelis nebulosa). Характерними представниками екорегіону є червоні панди (Ailurus fulgens) та майже ендемічні великі панди (Ailuropoda melanoleuca), які живляться бамбуком, що росте в підліску хвойних лісів. Ендеміками регіону є сичуанські землерийкокроти (Uropsilus andersoni), сичуанські полівки (Volemys millicens) та рудоплечі полівки Пратта (Eothenomys chinensis).
Серед поширених в екорегіоні птахів слід відзначити сизого фазана-вуханя (Crossoptilon auritum), китайського мікадо (Syrmaticus reevesi), китайського орябка (Tetrastes sewerzowi), чорноголового повзика (Sitta przewalskii), іржастого тимельовця (Pterorhinus berthemyi), китайську сутору (Sinosuthora conspicillata), сіроголову фульвету (Fulvetta cinereiceps), мупінію (Moupinia poecilotis), латухію (Emberiza siemsseni), білоброву гаїчку (Poecile superciliosus) та гірську чечевицю (Urocynchramus pylzowi). Серед майже ендемічних представників регіону слід відзначити китайського монала (Lophophorus lhuysii), плямистогрудого кундика (Tetraophasis obscurus), сичуанського підкоришника (Certhia tianquanensis), китайську кукшу (Perisoreus internigrans), смугастобоку чагарницю (Ianthocincla lunulata), строкатого соловейка (Calliope obscura), сичуанську сутору (Sinosuthora zappeyi), трипалу сутору (Cholornis paradoxus), китайську гаїчку (Poecile davidi), сіроголового ополовника (Aegithalos fuliginosus) та імейського вівчарика (Phylloscopus emeiensis). Ендеміками екорегіону є сичуанські куріпки (Perisoreus internigrans), сичуанські квічалі (Zoothera griseiceps), омейські мінли (Liocichla omeiensis) та гансуйські чагарниці (Ianthocincla sukatschewi).

## Збереження
Оцінка 2017 року показала, що 16 898 км², або 21 % екорегіону, є заповідними територіями. Природоохоронні території включають Національний природний заповідник Волун та Національний природний заповідник Цзючжайгоу. Останній у 1992 році був внесений до списку Світової спадщини ЮНЕСКО. У 2011 році до нього ж був включений комплекс заповідників великої панди, розташований в Сичуані.